# خارج الطباعة

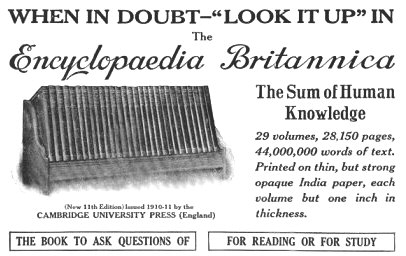
إعلان الموسوعة البريطانية 05-1913

للاطلاع على الألبوم، انظر خارج الطباعة (الألبوم المنسي)
خارج الطباعة تعتبر العنصر أو العمل غير المطبوع أو بند التجارة أو العمل مثل: الكتاب، هو شيئًا لم يعد يتم نشره. ينطبق هذا المصطلح على جميع أنواع المواد المطبوعة والوسائط المرئية والتسجيلات الصوتية وتسجيلات الفيديو.